# Orthogrammica regularis
Orthogrammica regularis là một loài bướm đêm trong họ Noctuidae.